# Édson Nobre
Édson de Jesus Nobre (Benguela, Angola, 3 de febrero de 1980) es un exfutbolista angoleño. Jugaba de delantero y su último equipo fue el Aliados Lordelo fc de la Segunda División de Portugal. 

## Trayectoria
Édson de Jesus Nobre, también conocido como Édson inició su trayectoria como futbolista en el Anadia FC, para después pasar al Oliveira do Bairro en donde permaneció durante dos temporadas. En el 2005 es fichado por el Paços de Ferreira, debutando oficialmente en un encuentro ante el CD Nacional.

## Selección nacional
Ha sido internacional con la Selección de fútbol de Angola en 8 ocasiones.

### Participaciones en Copas del Mundo
| Mundial                        | Sede     | Resultado    |
| ------------------------------ | -------- | ------------ |
| Copa Mundial de Fútbol de 2006 | Alemania | Primera fase |

### Participaciones en Copa Africana de Naciones
| Copa                           | Sede   | Resultado        |
| ------------------------------ | ------ | ---------------- |
| Copa Africana de Naciones 2006 | Egipto | Primera fase     |
| Copa Africana de Naciones 2008 | Ghana  | Cuartos de final |

## Clubes
| Club                    | País     | Año         |
| ----------------------- | -------- | ----------- |
| Anadia FC               | Portugal | 2001 - 2003 |
| Oliveira do Bairro      | Portugal | 2003 - 2005 |
| Paços de Ferreira       | Portugal | 2005 - 2009 |
| Ethnikos Achnas         | Chipre   | 2009        |
| C.R.D Libolo            | Angola   | 2010        |
| Futebol Clube de Arouca | Portugal | 2010 - 2011 |
| Aliados Lordelo FC      | Portugal | 2011 - 2012 |